# Аватар 4
«Аватар 4» (англ. Avatar 4) — науково-фантастичний фільм режисера Джеймса Кемерона, вихід якого намічено на 2029 рік. Третє продовження до його фільму «Аватар» (2009), яке вийде слідом за фільмом «Аватар 3» (2025). До своїх ролей знову повернутися Сем Вортінгтон та Зої Салдану, а також інші актори з оригінального складу. Сценарій фільму написаний Джеймсом Кемероном та Шейном Салерно.
Прем'єра фільму запланована на 21 грудня 2029 студією 20th Century Studios.

## У ролях

#### На'ві
- Сем Вортінгтон — Джейк Саллі[2]
- Зої Салдана — Нейтирі, дружина Джейка, дочка попереднього вождя клану
- Девід Тьюліс — на даний момент його роль не оголошена. У січні 2020 року він згадав, що його персонаж — На'ві[3]

#### Люди
- Метт Джеральд — капрал Лайл Вейнфліт, військовий[4]
- Діліп Рао — доктор Макс Патель, вчений, який працював над програмою «Аватар» і вирішив підтримати заколот Джейка проти RDA[5]

#### Невідомі
- Стівен Ленг — полковник Майлз Кворитч[6]
- Сігурні Вівер

## Виробництво
31 липня 2017 стало відомо, що новозеландська студія візуальних ефектів Weta Digital розпочала роботу над сиквелами «Аватара». Передбачається, що сиквели будуть називатися «Аватар: Шлях води», «Аватар: Носій сім*я», «Аватар: Вершник Тулкун» і «Аватар: У пошуках Ейви».
У серпні 2017 року Метт Джеральд офіційно підписав контракт на виконання ролі капрала Лайла Вейнфліта з першого фільму у всіх майбутніх сіквелах. У серпні 2017 року в інтерв'ю Empire Кемерон повідомив, що Стівен Ленг не тільки повернеться у всіх чотирьох сиквелах, але й буде головним лиходієм у всіх чотирьох фільмах. 25 січня 2018 року було підтверджено, що Діліп Рао повернеться до ролі доктора Макса Пателя.
Зйомки всіх чотирьох сіквелів мали розпочатися одночасно 25 вересня 2017 року в Каліфорнії, але Кемерон повідомив, що зйомки четвертого та п'ятого фільму розпочнуться після завершення поствиробництва перших двох сіквелів. Однак у лютому 2019 року продюсер Джон Ландау повідомив, що деякі сцени захоплення руху були зняті для «Аватару 4» одночасно з двома попередніми фільмами. Пізніше Ландау заявив, що третина «Аватара 4» вже знята з «логістичних причин». Розповідаючи про зйомки четвертої частини під час виробництва другої та третьої, Кемерон каже: «Мені довелося прибрати із сюжету дітей. У середині сюжету на 25 сторінці четвертого фільму їм шість років. Тому мені потрібно було все до цього, а все, що після, ми зробимо пізніше».
У вересні 2022 року на виставці D23 Expo Кемерон оголосив, що офіційно почалися зйомки «Аватара 4».
Більша частина першої сцени була завершена до жовтня 2022.

## Музика
У серпні 2021 Ландау оголосив, що Саймон Франглен напише музику для сіквелів «Аватара».

## Реліз
Прем'єра фільму запланована на 21 грудня 2029, через чотири роки після прем'єри «Аватару 3» у грудні 2025.